# David Neeleman

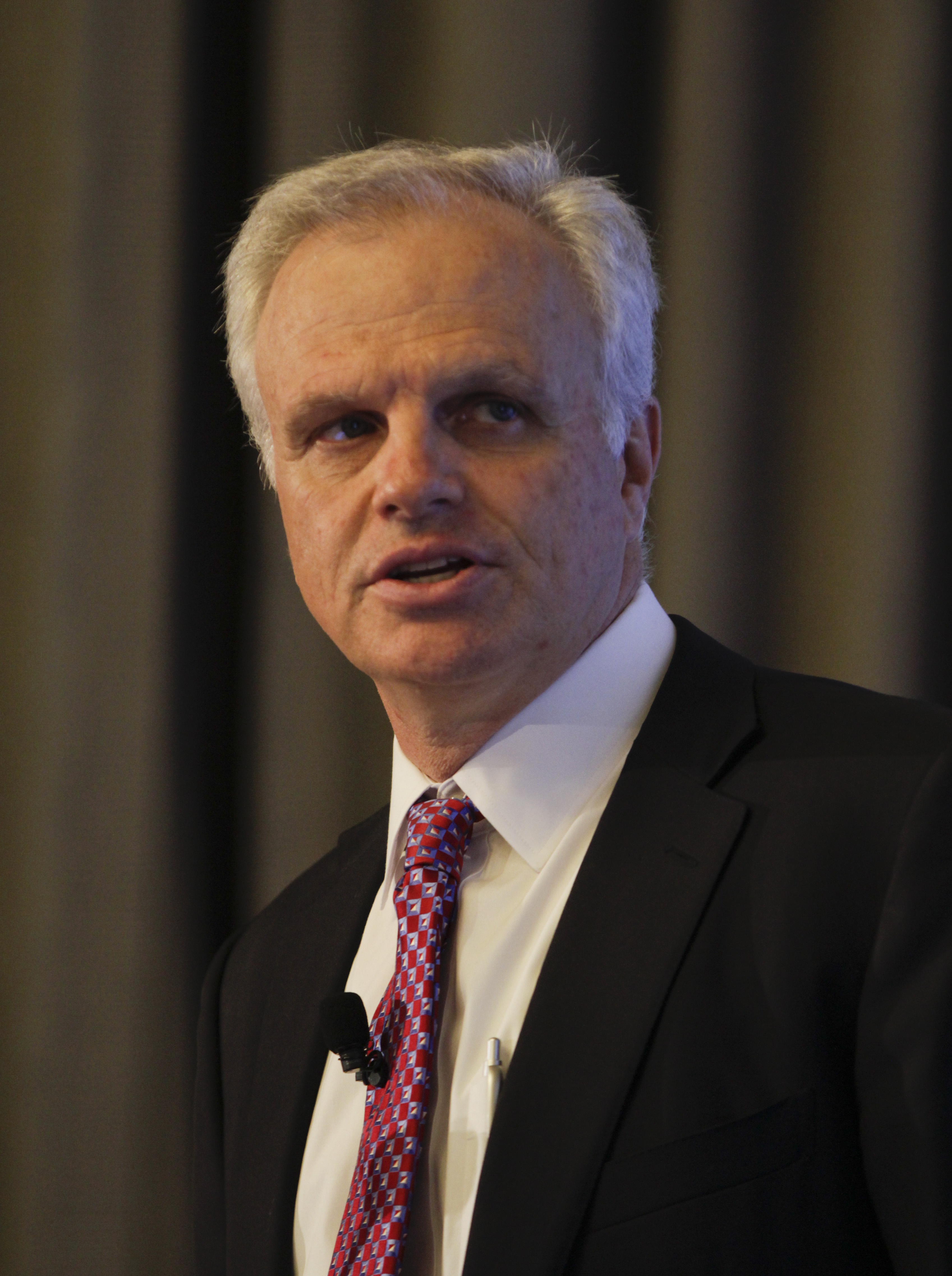
David G. Neeleman

David G. Neeleman (São Paulo, 16 oktober 1959) is de oprichter en voormalige CEO van het Amerikaanse JetBlue Airways. Hij is oprichter en CEO van Breeze Airways.
Neeleman is met name bekend vanwege zijn betrokkenheid bij de oprichting van een aantal luchtvaartmaatschappijen. Hij was medeoprichter van zijn eerste luchtvaartmaatschappij Morris Air, later overgenomen door Southwest Airlines. Hij werkte na deze overname nog een aantal jaren bij Southwest.
Nadat hij Southwest had verlaten werd hij bestuursvoorzitter (CEO) van Open Skies (een aanraakscherm luchtvaartmaatschappij reserveringssysteem en check-in systemen bedrijf dat later werd overgenomen door Hewlett-Packard). Tegelijkertijd werd Neeleman medeoprichter van het Canadese WestJet. In 2000 richtte hij uiteindelijk z'n eigen bedrijf JetBlue Airways op en hier is hij tot 10 mei 2007 CEO van gebleven.
Op 27 maart 2008 kondigde Neeleman officieel zijn plannen aan om een nieuwe lagekostenluchtvaartmaatschappij op te richten, genaamd Azul.
In 2015 werd het bod van Neeleman geaccepteerd door de Portugese regering. In ruil voor een investering van 348 miljoen euro zou Neeleman een aandelenbelang van 61% krijgen in TAP Air Portugal. Onderdeel van de afspraak is de toevoeging van 53 nieuwe toestellen aan de vloot van TAP en de verplichting om de luchthaven Lissabon voor de komende 30 jaar als hub te gebruiken. Korte tijd later besloot de regering niet meer dan 45% van de aandelen te verkopen. In 2020 nam de Portugese staat het belang van Neeleman weer over toen de luchtvaartmaatschappij zware verliezen leed als een gevolg van de coronapandemie.
In 2018 richtte Neeleman in de Verenigde Staten terug een nieuwe lagekostenmaatschappij op, Moxy Airways, een naam waarop evenwel rechten werden geclaimd, waarna de maatschappij onder de naam Breeze Airways startte, waarvan hij de CEO werd.
Neeleman is gescheiden van z'n vrouw Vicki met wie hij tien kinderen heeft. Hij heeft de Braziliaanse, Amerikaanse en Cypriotische nationaliteit.